# آنگوس مک‌فیل
آآنگوس مک‌فیل (انگلیسی: Angus MacPhail؛ ۸ آوریل ۱۹۰۳ – ۲۲ آوریل ۱۹۶۲) فیلم‌نامه‌نویس انگلیسی بود.
وی فیلم‌نامه‌نویس فیلم‌هایی همچون طلسم‌شده، مرد عوضی، ماجرای ماداگاسکار و سفر به‌خیر بوده‌است.